# Eurytoma crassa
Eurytoma crassa är en stekelart som beskrevs av Bugbee 1967. Eurytoma crassa ingår i släktet Eurytoma och familjen kragglanssteklar. Inga underarter finns listade i Catalogue of Life.